# Epping (Anglia)
Epping – miasto i civil parish w rejonie Epping Forest, w hrabstwie Essex, około 27 km na północny wschód od centrum Londynu (Wielka Brytania). Podczas spisu ludności w 2011 Epping civil parish miał około 11 461 mieszkańców. Miasto jest niemal zupełnie pozbawione przemysłu i stanowi „sypialnię” dla pobliskiego Londynu.
Epping jest bardzo popularne w Niemczech jako dom Petera, Davida, Bettya i Helgi, protagonistów wielu podręczników używanych do nauki języka angielskiego niemieckich dzieci.
W Epping ma swoją końcową stację czerwona linia londyńskiego metra (Central Line).

## Znani urodzeni w Epping
- 1955 – Philip Hammond, Kanclerz Skarbu w rządzie Theresy May
- 1959 – Antonio Pappano, brytyjski dyrygent i pianista włoskiego pochodzenia
- 1962 – David Gahan, wokalista i frontman zespołu Depeche Mode